# Złote koło (film)
Złote koło – polski milicyjny film fabularny z 1971 roku w reżyserii Stanisława Wohla. 
Scenariusz filmu był także podstawą opowiadania kryminalnego Aleksandra Ścibora-Rylskiego pod tym samym tytułem, wydanego w serii Ewa wzywa 07 w 1971 roku. Treścią filmu jest zawikłane śledztwo w sprawie niewytłumaczalnego zabójstwa nastolatka na ulicy Złote Koło w zrujnowanej wrocławskiej dzielnicy, stąd kryptonim sprawy „Złote koło”. 
Plenery: Wrocław.

## Obsada aktorska
- Tadeusz Janczar – kapitan Budny
- Krzysztof Janczar – Piotr Budny, syn kapitana
- Janusz Bukowski – porucznik Traszka
- Zdzisław Maklakiewicz – Aleksander Semko
- Teresa Lipowska – porucznik Elżbieta Zalewska
- Ryszard Pietruski – major Skoczylas
- Katarzyna Łaniewska – Bartoszewska, matka Halinki
- Kazimierz Wichniarz – badylarz Jan Butyrak
- Jerzy Trela – porucznik Prałat
- Andrzej Wohl – podporucznik Walendziak
- Jadwiga Kuryluk – ciotka Kruka
- Janusz Paluszkiewicz – Stanisław, stryj Kruka
- Maciej Englert – Jan Sadowski „Długi Janek”
- Irena Burawska – siostra przełożona
- Zofia Czerwińska – barmanka w „Staropolance”
- Halina Kajszczarek – Halinka Bartoszewska
- Maria Klejdysz – Kasia „Raz Dwa Trzy”, partnerka Semki
- Barbara Marszałek – sekretarka Maria
- Halina Romanowska – dozorczyni w kamienicy przy ul. Rozbrat
- Bolesław Abart – Staszek, kierowca samochodu MO
- Tadeusz Białoszczyński – profesor Krauswert, patolog
- Witold Dederko – Konrad Zagórski, chory psychicznie w szpitalu
- Teodor Gendera – technik fotograficzny
- Jerzy Góralczyk – Misio
- Kazimierz Iwiński – doktor Zych, lekarz w szpitalu psychiatrycznym
- Tadeusz Kosudarski – kierowca samochodu MO
- Wacław Kowalski – dozorca kamienicy, w której mieszka Kasia „Raz Dwa Trzy”
- Andrzej Krasicki – kapitan Podgórski
- Jan Kasprzykowski – pielęgniarz
- Józef Łodyński – kelner w „Staropolance”
- Zygmunt Malawski – dyrektor szkoły
- Janusz Mazanek – woźny w szkole
- Wiesław Nowicki – doktor Kraśnik
- Bolesław Płotnicki – dozorca
- Eugeniusz Priwieziencew – Andrzej Rokita
- Grażyna Marzec – Basia, dziewczyna Rokity
- Bogusław Sochnacki – kelner w „Staropolance”
- Jan Sosnowski – „Klipsio”
- Roman Talarczyk – „Dzięcioł”
- Leopold Nowak – specjalista od daktyloskopii
- Alicja Raciszówna – doktor Turska